# Španělská královská rodina
Španělská královská rodina (španělsky: Familia Real Española) sestává z krále Filipa VI., královny Letizie, jejich dětí (Leonor, kněžny asturské, a infantky Sofie Španělské). Královská rodina žije v paláci Zarzuela v Madridu, ačkoli jejich oficiálním sídlem je královský palác v Madridu. Členství v královské rodině je definováno královským výnosem. Obvykle ji tvoří španělský král, panovníkova manželka, panovníkovi rodiče a následník španělského trůnu.

## Tituly a oslovení

Erb španělské monarchie

Tituly a oslovení královské rodiny jsou následující:
- Osoba na trůnu je král (španělsky: el Rey) nebo královna (španělsky: la Reina), nese i další tituly týkající se koruny nebo náležející členům královské rodiny. Oslovují se jako Jeho nebo Její Veličenstvo.
- Králova manželka nese titul královny (manželky) a je oslovována Její Veličenstvo.
- Manžel vládnoucí královny, známý jako „choť španělské královny“, nese titul princ a je označován jako Jeho královská Výsost.[pozn. 1]
- Následník trůnu nebo předpokládaný následník nese titul kníže nebo kněžna z Asturie a je oslovován Jeho nebo Její královská výsost.
- Královi děti, které nejsou knížetem nebo kněžnou z Asturie, stejně jako děti knížete nebo kněžny, nesou titul infant nebo infantka a jsou oslovování jako Jeho nebo Její královská výsost. Děti infantů nebo infantek mají hodnost (ale ne titul) grand a oslovení Jeho nebo Její Excelence.
- Manželé a vdovy nebo vdovci po panovníkových synech a dcerách, kromě těch, kteří mají titul knížete nebo kněžny z Asturie, mají nárok na oslovení a vyznamenání, které jim panovník může udělit.
- Panovník může také udělit titul infanta nebo infantky s oslovením Výsost.

## Členové královské rodiny

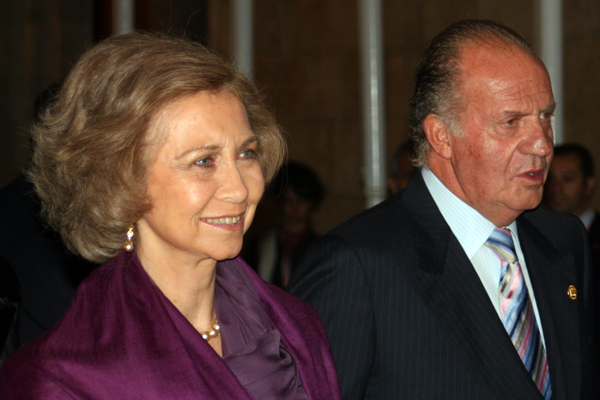
Král Juan Carlos I. a královna Sofie

- Král Filip VI. a královna Letizia se svými dcerami Leonor, kněžnou z Asturie, a infantkou SofiíKrál Juan Carlos I. a královna SofieKrál Filip VI. se narodil 30. ledna 1968. Je třetím dítětem a jediným synem krále Juana Carlose I. a královny Sofie.[3] Následníkem trůnu se stal v roce 1975, kdy se jeho otec stal králem, a v roce 1977 byl titulován knížetem z Asturie.[4] 22. května 2004 se oženil s Letizií Ortizovou Rocasolanovou.[5] Dne 19. června 2014 se po abdikaci svého otce stal králem.[6]

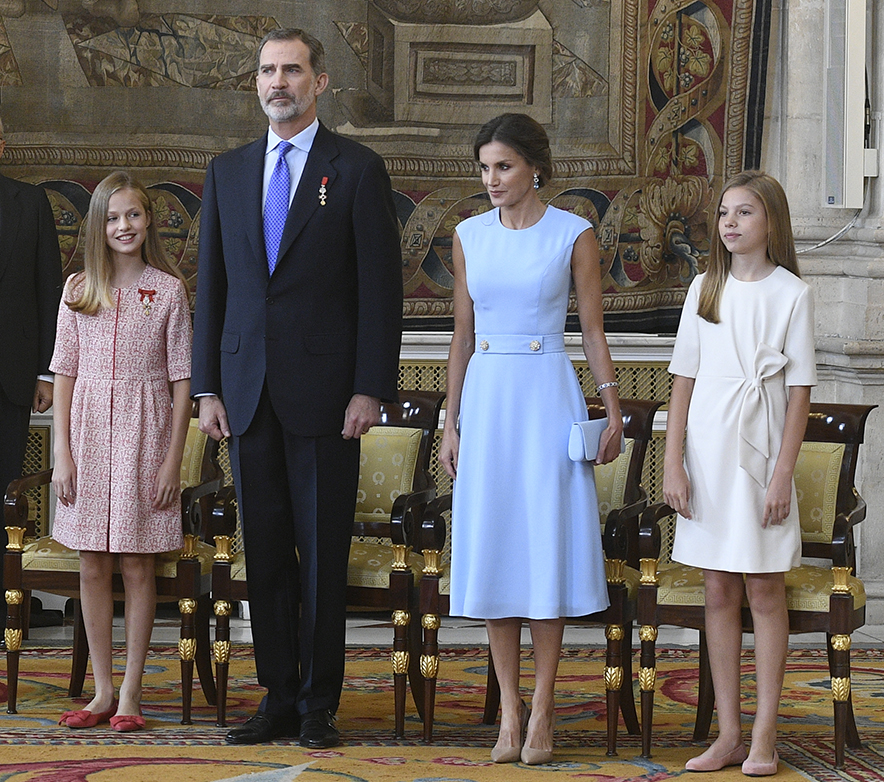
Král Filip VI. a královna Letizia se svými dcerami Leonor, kněžnou z Asturie, a infantkou Sofií

- Královna Letizia Španělská se narodila 15. září 1972[7] jako nejstarší dcera Jesúse Josého Ortize Álvareze a Maríe de la Paloma Rocasolanové Rodríguezové.[8] Král a královna mají dvě dcery.[9][10]
- Leonor, kněžna asturská je nejstarší dcera krále Filipa VI. a královny Letizie[9] a od nástupu svého otce na trůn v roce 2014 předpokládaná dědička španělského trůnu.[6] Narodila se 31. října 2005.[9]
- Infantka Sofie je mladší dcera krále Filipa VI. a královny Letizie. Narodila se 29. dubna 2007.[10]
- Král Juan Carlos I. je bývalý španělský král, vládnoucí v letech 1975 až 2014. Narodil se 5. ledna 1938 jako nejstarší syn a druhé dítě infanta Jana, hraběte barcelonského a princezny Maríe de las Mercedes, hraběnky barcelonské. Prostřednictvím svého otce je vnukem krále Alfonse XIII. Dne 14. května 1962 se oženil s princeznou Sofií Řeckou a Dánskou, se kterou má tři děti. Po smrti generála Franca byl 22. listopadu 1975 prohlášen králem. Dne 19. června 2014 abdikoval a jeho syn byl intronizován jako král Filip VI.[11]
- Královna Sofie je manželka krále Juana Carlose I. Narodila se 2. listopadu 1938 a je nejstarším dítětem krále Pavla a královny Frederiky Řecké. Sofie byla za vlády svého manžela španělskou královnou chotí.

## Členové královy rodiny
- Infantka Elena, vévodkyně z Luga (* 20. prosince 1963), nejstarší dítě krále Juana Carlose I. a královny Sofie.[12] Dne 18. března 1995 se provdala za Jaimeho de Marichalar y Sáenz de Tejada[13] a v prosinci 2009 se rozvedli. Vévodkyně má s Marichalarem dvě děti:
  - Don Felipe de Marichalar y Borbón (* 17. července 1998)[14]
  - Doña Victoria de Marichalar y Borbón (* 9. září 2000)[15]
- Infantka Cristina (* 13. června 1965), druhé dítě a mladší dcera krále Juana Carlose I. a královny Sofie. Dne 4. října 1997 se provdala za Iñakiho Urdangarina Liebaerta[16] a v prosinci 2023 se rozvedli.[17] Infantka Cristina a Iñaki Urdangarin mají čtyři děti:
  - Don Juan Urdangarín y Borbón (* 29. září 1999)[18]
  - Don Pablo Urdangarín y Borbón (* 6. prosince 2000)[18]
  - Don Miguel Urdangarín y Borbón (* 30. dubna 2002)[18]
  - Doña Irene Urdangarín y Borbón (* 5. června 2005)[18]
- Teta krále Filipa, zesnulá infantka Pilar, vévodkyně z Badajozu, měla se svým manželem Luisem Gómezem-Acebo y Duque de Estrada, 2. vikomtem z La Torre pět dětí. Děti vévodkyně a vikomta jsou:
  - Doña Simoneta Gómez-Acebo y Borbón (* 31. října 1968)
  - Don Juan Gómez-Acebo y Borbón, 3. vikomt z La Torre (* 6. prosince 1969)
  - Don Bruno Gómez-Acebo y Borbón (* 15. června 1971)
  - Don Luis Gómez-Acebo y Borbón (* 20. května 1973)
  - Don Fernando Gómez-Acebo y Borbón (* 13. září 1974)
- Infanta Margarita, vévodkyně ze Sorie je mladší sestra krále Juana Carlose a teta krále Filipa VI. Narodila se 6. března 1939 jako třetí dítě a mladší dcera infanta Jana, hraběte z Barcelony, a princezny Maríe de las Mercedes, hraběnky z Barcelony.[19] Dne 12. října 1972 se provdala za Carlose Zuritu y Delgado.[20]
- Carlos Zurita, vévoda ze Sorie (* 9. října 1943),[21] syn Carlose Zurity y González-Vidalte a María del Carmen Delgado y Fernández de Santaella.[22] Vévodkyně a vévoda ze Sorie mají dvě děti:
  - Don Alfonso Zurita y Borbón (* 9. srpna 1973)
  - Doña María Zurita y Borbón (* 16. září 1975)

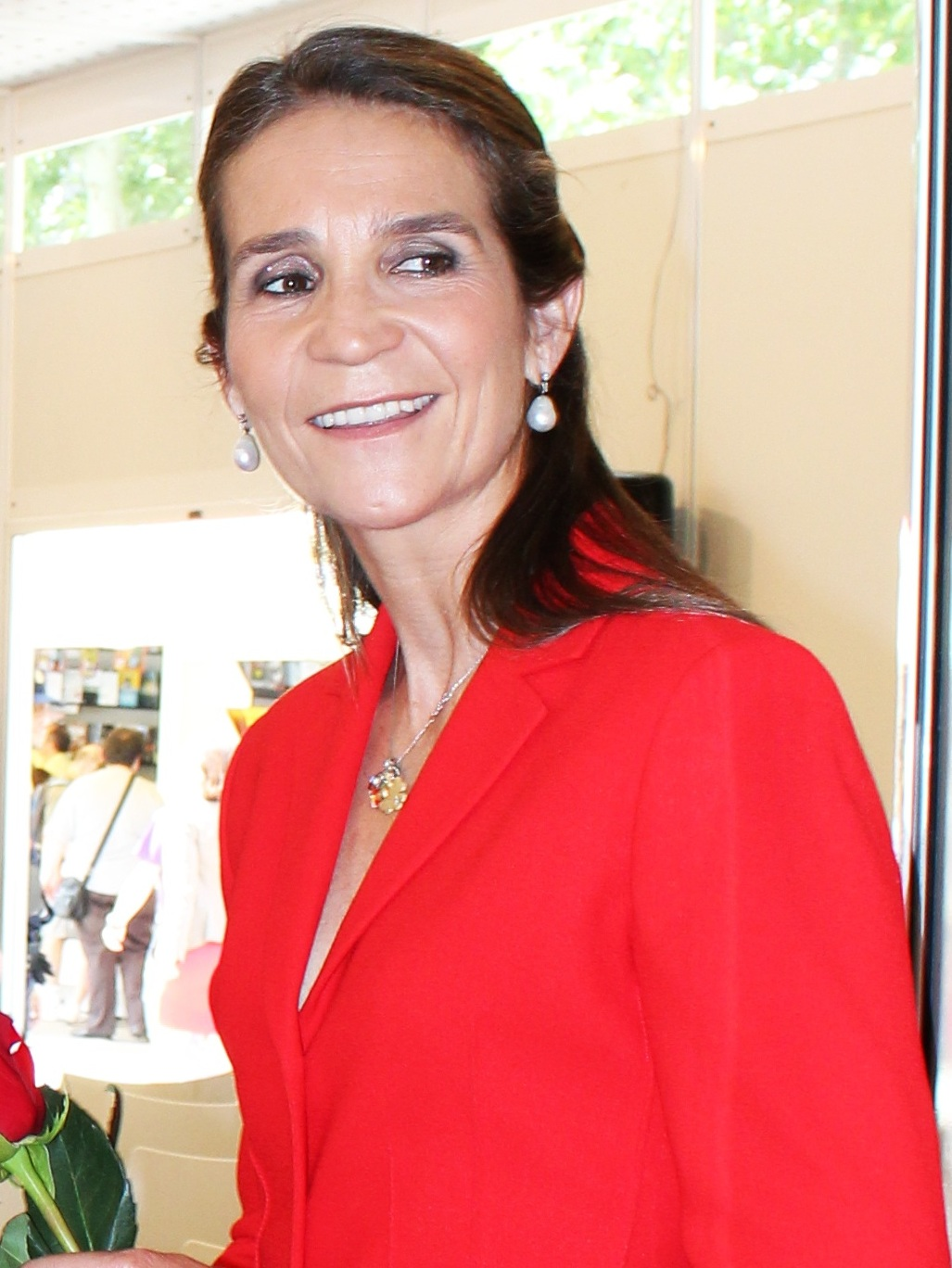
Vévodkyně z Luga
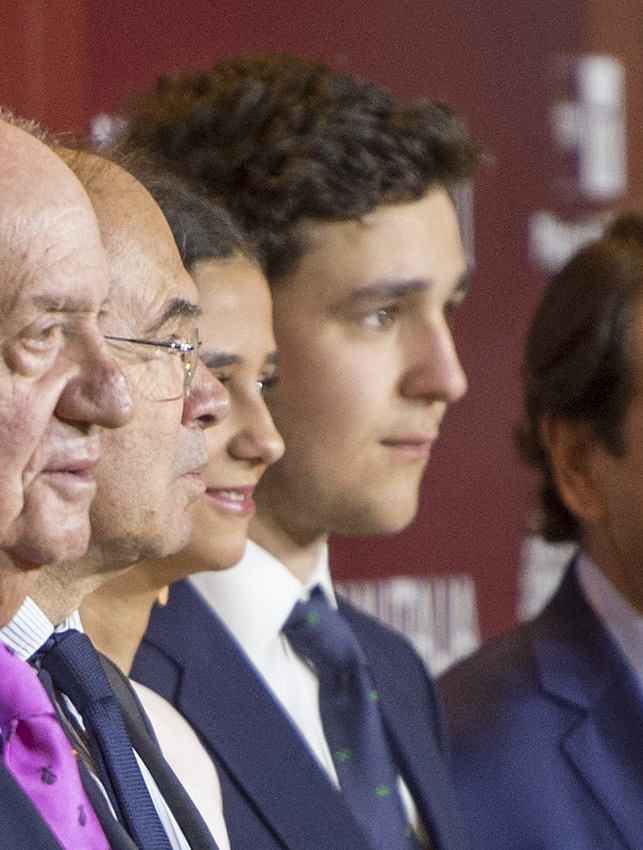
Felipe de Marichalar y Borbón
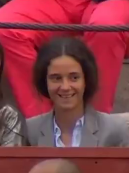
Victoria de Marichalar y Borbón
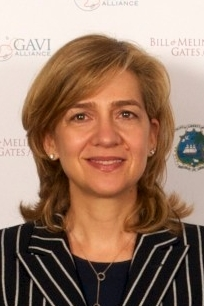
Infantka Cristina
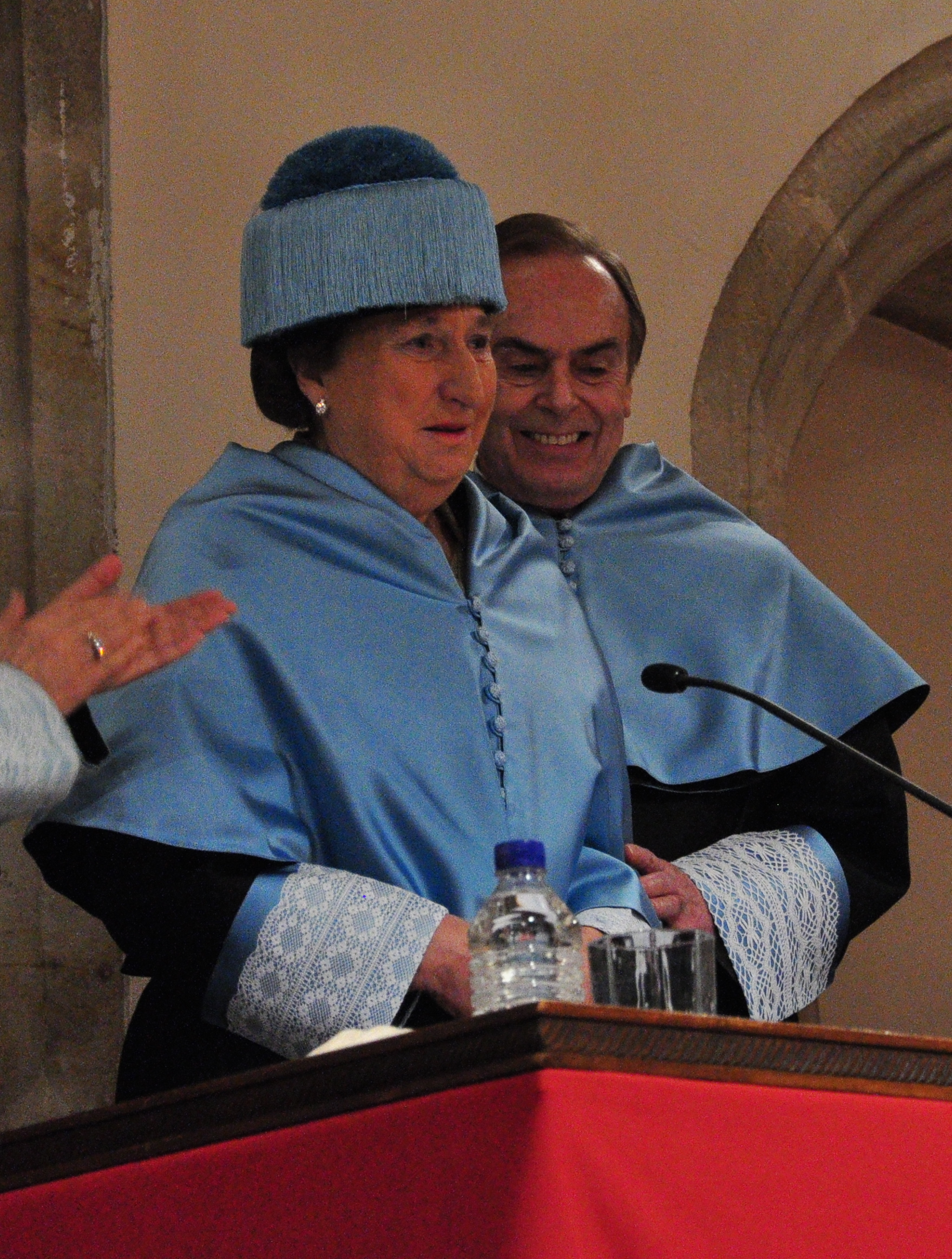
Vévodkyně a vévoda ze Sorie

## Bourbonští-Obojí Sicílie
- Princezna Anne, vévodkyně vdova kalábrijská je vdova po infantu Karlovi, vévodovi kalábrijskému (16. ledna 1938 – 5. října 2015), který byl bratrancem a blízkým přítelem krále Juana Carlose I. Vévodkyně kalábrijská se narodila 4. prosince 1938 a je dcerou Henriho, hraběte pařížského a princezny Isabely Orleánsko-Braganzské. Za vévodu se provdala 11. května 1965.

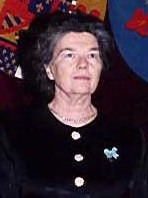
Vévodkyně vdova

## Postavení podle ústavy
Španělská ústava (Constitución Española) z roku 1978 v článku 57.1 ustavuje:
„Španělská koruna (La Corona de España) je dědičná v potomcích J. V. Dona Juana Carlose Bourbonského, legitimního dědice historické dynastie“.

## Popis královské rodiny

### Držitel koruny
„Držitel koruny“ (El Titular de la Corona) je osoba, jež požívá osobního práva na trůn (el Trono), podle aplikace dědičných práv uzákoněných v Ústavě (Constitución).
Jeho oficiální titul je Král a královna Španělska a náleží jim titul Jeho Veličenstvo (Su Majestad).
Připadá-li koruna na ženu, je tato osoba obvykle označována jako „Královna – vlastnice“ („Reina propietaria“), kvůli zdůraznění rozdílu „Královny – manželky (panovníka)“ („Reina consorte“), jež je takto označována jako manželka Krále.
V kterémkoli z obou případů je Držitel koruny uváděn svým křestním jménem, čemuž předchází titul Veličenstvo (Majestad) a označení Král Španělský nebo Královna Španělská (Rey o Reina de España), což je následováno odpovídající posloupností podle seznamu španělských vládců, což je dále král Kastilie.

### Královna – manželka, nebo manžel královny
Článek 58 Španělské ústavy:
„Královna – manželka nebo manžel královny nemohou vykonávat ústavní funkce s výjimkou určení k regentství“
Je-li Držitelem koruny (Titular de la Corona) muž, jeho žena se nazývá královnou a náleží jí oslovení Veličenstvo (Majestad), dokud jí je, nebo pokud zůstane vdovou po králi.
Je-li Držitelkou koruny žena, její manžel je nositelem titulu Kníže[zdroj?] (Príncipe) a náleží mu oslovení Královská Výsost (Alteza Real). Neexistuje žádná ústavní překážka, aby budoucí královna Španělska nemohla povýšit svého chotě do hodnosti „Krále manžela“, s oslovením Veličenstvo (Majestad).

### Dědic koruny
Článek 57.2 Španělské ústavy:
„Princi následníkovi, od jeho narození nebo od data, kdy se nastane situace vedoucí k jeho jmenování králem, požívá hodnosti Kníže asturský (Príncipe de Asturias) a ostatní tituly vázané tradičně na následníka španělského trůnu“.
Osobě přímo povolané k následnictví na trůn v případě úmrtí nebo abdikace Držitele koruny, tj. osobě, která by se automaticky stala králem nebo královnou Španělska v případě, že by stávající Král nebo Královna zemřel či abdikoval, náleží hodnost Kníže nebo Kněžna z Asturie (Príncipe o Princesa de Asturias) a je oslovován jako Královská Výsost (Alteza Real).
Hodnost Kníže nebo Kněžna z Asturie a oslovení Královská Výsost (Alteza Real) náleží následníkovi trůnu (Heredero de la Corona) od chvíle, kdy se umístí na prvním místě v pořadí následnictví, ať svým narozením (jak je tomu v případě prvního mužského potomka Krále), nebo získáním prvního v pořadí později (jak by tomu bylo v případě, kdyby kníže z Asturie zemřel bez následníků, avšak Král by měl ještě další syny nebo dcery).
Choť knížete nebo kněžny z Asturie sdílí stejný titul i oslovení, bez rozlišení pohlaví.

### Potomci Držitele koruny
Synové a dcery Držitele koruny, kteří nepožívají nároku na titul kníže nebo kněžna z Asturie, stejně jako potomci těchto, jsou od svého narození Infanti Španělska a náleží jim oslovení Královská Výsost (Alteza Real).
Jejich choti, pokud ovdoví nebo zůstanou vdovci, i nadále užívají svého titulu a získají oslovení, které jim jako svou milost udělí Držitel koruny, jako výsadu podle článku 62.h) Španělské ústavy.

### Vnuci Držitele koruny
Potomkům španělských infantů náleží titul grand, aniž by tím vznikal nárok na jiný zvláštní titul kromě Excelence (Excelencia).

### O sňatcích
Článek 57.4 Španělské ústavy:
„Pokud osoba, která, ačkoli má nárok na následnictví trůnu, uzavře sňatek i přes výslovný zákaz Krále a Generálních kortesů (Cortes Generales), budou vyloučeny z nároku na následnictví pro svou osobu i své potomky“.
Z toho důvodu se sňatek potomků krále stává státní záležitostí, tudíž tito musejí zohlednit nejen souhlas panovníka, ale také souhlas Generálních kortesů. V opačném případě zaniká jejich nárok na následnictví.

## Veřejná role

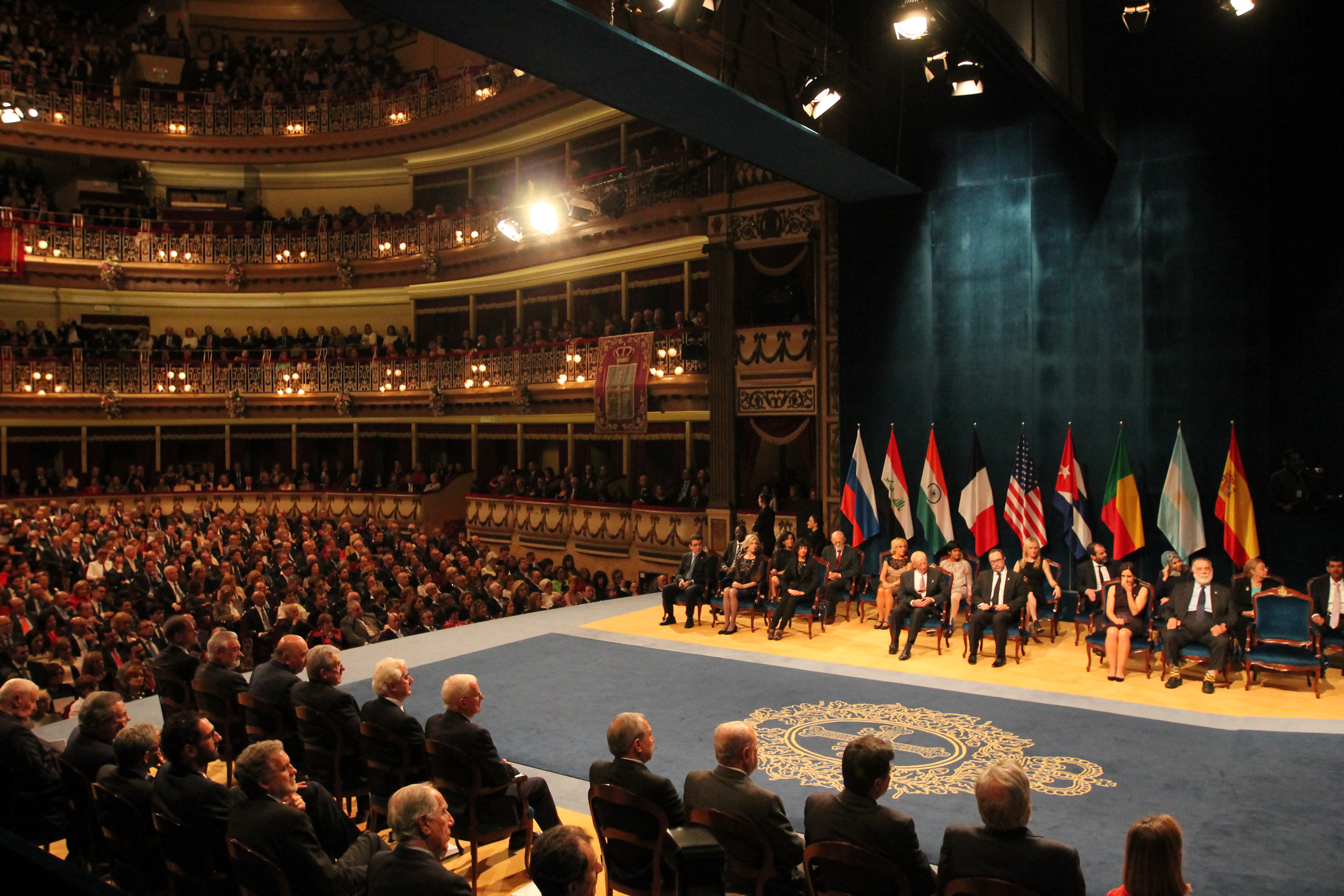
Slavnostní předávání Cen kněžny asturské

Členové španělské královské rodiny jsou často žádáni neziskovými charitativními, kulturními nebo náboženskými organizacemi, nejenom ve Španělsku, aby se stali jejich patrony. Je to úloha, kterou španělská ústava uznává a kodifikuje v hlavě II čl. 62 písm. j). Královské patronství zprostředkovává pocit oficiální důvěryhodnosti, protože organizace je prověřována z hlediska vhodnosti. Královská přítomnost často výrazně zvyšuje profil organizace a přitahuje mediální publicitu a veřejný zájem, který by organizace jinak nezískala, což napomáhá charitativní činnosti nebo kulturním událostem. Členové královské rodiny využívají své významné postavení k tomu, aby pomohly organizaci získávat finanční prostředky nebo propagovat vládní politiku.
Členové královské rodiny mohou dále sledovat své charitativní a kulturní zájmy. Královna Sofie věnuje většinu svého času Nadaci královny Sofie (Fundación Reina Sofía), zatímco Leonor, kněžna asturská každoročně uděluje Ceny kněžny asturské (Premios Princesa de Asturias), jejichž cílem je propagovat „vědecké, kulturní a humanistické hodnoty, které jsou součástí univerzálního dědictví lidstva.“
Král Filip VI. slouží jako prezident Organizace iberoamerických států, která pořádá každoroční iberoamerický summit. Slouží také jako prezident nadace Codespa, která financuje konkrétní aktivity hospodářského a sociálního rozvoje v Latinské Americe a dalších zemích, a jako prezident španělské pobočky Asociace evropských novinářů, která je složena z odborníků na komunikaci. Král Filip VI. také slouží jako čestný předseda slavnostního předávání národních cen Ministerstva kultury.
Infantka Elena, vévodkyně z Luga, starší dcera Juana Carlose je ředitelkou kulturních a sociálních projektů nadace Mapfre, zatímco infantka Cristina, mladší dcera Juana Carlose působila jako velvyslankyně dobré vůle při OSN na 2. světovém shromáždění o stárnutí a je členem správní rady nadace Dali Foundation, prezidentkou Mezinárodní nadace pro plachtění zdravotně postižených a ředitelkou sociální péče v nadaci La Caixa v Barceloně kde žije se svou rodinou.
Král Juan Carlos, královna Sofie a infantka Cristina jsou všichni členové Skupiny Bilderberg, neformální think-tank zaměřené na americké a evropské vztahy a další světové problémy.